# Jordânia nos Jogos Olímpicos de Verão de 2008
A Jordânia competiu nos Jogos Olímpicos de Verão de 2008, em Pequim, na China. O país enviou um total de sete competidores aos jogos representados em cinco esportes.

## Desempenho

### Atletismo
Masculino
| Atletas            | Evento     | Preliminares | Preliminares | Quartas     | Quartas     | Semifinal   | Semifinal   | Final       | Final       |
| Atletas            | Evento     | Marca        | Posição      | Marca       | Posição     | Marca       | Posição     | Marca       | Posição     |
| ------------------ | ---------- | ------------ | ------------ | ----------- | ----------- | ----------- | ----------- | ----------- | ----------- |
| Khalil Al-Hanahneh | 200 metros | 21s55 (SB)   | 55º          | Não avançou | Não avançou | Não avançou | Não avançou | Não avançou | Não avançou |

Feminino
| Atletas          | Evento     | Preliminares | Preliminares | Semifinal   | Semifinal   | Final       | Final       |
| Atletas          | Evento     | Marca        | Posição      | Marca       | Posição     | Marca       | Posição     |
| ---------------- | ---------- | ------------ | ------------ | ----------- | ----------- | ----------- | ----------- |
| Baraah Awadallah | 800 metros | 2m18s41 (SB) | 36º          | Não avançou | Não avançou | Não avançou | Não avançou |

### Hipismo
| Atleta           | Cavalo  | Evento            | Ind. Ronda 1 | Ind. Ronda 1 | Ind. Ronda 2 | Ind. Ronda 2 | Ind. Ronda 2 | Ind. Ronda 3 | Ind. Ronda 3 | Ind. Ronda 3 | Final       | Final       | Final       | Final       | Final       | Final       |
| Atleta           | Cavalo  | Evento            | Ind. Ronda 1 | Ind. Ronda 1 | Ind. Ronda 2 | Ind. Ronda 2 | Ind. Ronda 2 | Ind. Ronda 3 | Ind. Ronda 3 | Ind. Ronda 3 | Ronda A     | Ronda A     | Ronda B     | Ronda B     | Total       | Total       |
| Atleta           | Cavalo  | Evento            | Pen.         | Pos.         | Pen.         | Total        | Pos.         | Pen.         | Total        | Pos.         | Pen.        | Pos.        | Pen.        | Pos.        | Pen.        | Pos.        |
| ---------------- | ------- | ----------------- | ------------ | ------------ | ------------ | ------------ | ------------ | ------------ | ------------ | ------------ | ----------- | ----------- | ----------- | ----------- | ----------- | ----------- |
| Ibrahim Bisharat | Sam-Sam | Saltos individual | 19           | 71º          | Não avançou  | Não avançou  | Não avançou  | Não avançou  | Não avançou  | Não avançou  | Não avançou | Não avançou | Não avançou | Não avançou | Não avançou | Não avançou |

### Natação
Masculino
| Atleta(s)    | Evento     | Eliminatórias | Eliminatórias | Semifinal   | Semifinal   | Final       | Final       |
| Atleta(s)    | Evento     | Tempo         | Posição       | Tempo       | Posição     | Tempo       | Posição     |
| ------------ | ---------- | ------------- | ------------- | ----------- | ----------- | ----------- | ----------- |
| Anas Hamadeh | 50 m livre | 24s40         | 59º           | Não avançou | Não avançou | Não avançou | Não avançou |

Feminino
| Atleta(s)  | Evento     | Eliminatórias | Eliminatórias | Semifinal   | Semifinal   | Final       | Final       |
| Atleta(s)  | Evento     | Tempo         | Posição       | Tempo       | Posição     | Tempo       | Posição     |
| ---------- | ---------- | ------------- | ------------- | ----------- | ----------- | ----------- | ----------- |
| Razan Taha | 50 m livre | 27s82         | 56º           | Não avançou | Não avançou | Não avançou | Não avançou |

### Taekwondo
Feminino
| Atleta        | Evento | Preliminares           | Quartas                | Semifinais             | Repescagem 1ª rodada   | Repescagem 2ª rodada   | Final                  |             |
| Atleta        | Evento | Adversário e resultado | Adversário e resultado | Adversário e resultado | Adversário e resultado | Adversário e resultado | Adversário e resultado |             |
| ------------- | ------ | ---------------------- | ---------------------- | ---------------------- | ---------------------- | ---------------------- | ---------------------- | ----------- |
| Nadeen Dawani | +67kg  | GBR S. Stevenson D 2-3 | Não avançou            | Não avançou            | Não avançou            | Não avançou            | Não avançou            | Não avançou |

### Tênis de mesa
Feminino
| Atleta(s)    | Evento     | Preliminar                                     | 1ª etapa               | 2ª etapa               | 3ª etapa               | 4ª etapa               | Quartas                | Semifinais             | Final                  |
| Atleta(s)    | Evento     | Adversário e resultado                         | Adversário e resultado | Adversário e resultado | Adversário e resultado | Adversário e resultado | Adversário e resultado | Adversário e resultado | Adversário e resultado |
| ------------ | ---------- | ---------------------------------------------- | ---------------------- | ---------------------- | ---------------------- | ---------------------- | ---------------------- | ---------------------- | ---------------------- |
| Zeina Shaban | Individual | CZE D. Hadačová D 0-4 (3-11, 6-11, 8-11, 5-11) | Não avançou            | Não avançou            | Não avançou            | Não avançou            | Não avançou            | Não avançou            | Não avançou            |